# André Vignon-Laversanne
André Vignon-Laversanne est un homme politique français né le 11 janvier 1759 à Saint-Jean-en-Royans (Dauphiné) et mort le 15 décembre 1837 à Montélimar (Drôme).

## Biographie
André Antoine Alexis Vignon naît le 11 janvier 1759 à Saint-Jean-en-Royans et est baptisé le lendemain. Il est le fils de Benoît Vignon, notaire royal, et de son épouse, Marie Gua.
Retiré de l'armée avec le grade de lieutenant colonel, il est receveur de l'enregistrement à Montélimar sous le Premier Empire et député de la Drôme en 1815, pendant les Cent-Jours.
Il meurt le 15 décembre 1837 à Montélimar.